# Alphavirus
În biologie și imunologie, alphavirusul aparține clase IV Togaviridae conform clasificării Baltimore(creată de biologul american David Baltimore).Există circa 27 virusuri capabile să producă infecții la om, rozătoare, păsări și mamifere mai mari (cai).Datorită transmiterii prin intremediul țânțarilor, alphavirusurile pot fi încadrate cu ușurință în clasa arbovirisurilor.Particulele alphavirusurilor au circa 70 nm în diametru, tind să aibă o formă sferică, nucleocapsida având dimensiunile de circa 40 nm.

## Genomul viral
Genomul alphavirusului constă dintr-un ARN monocatenar, lungime agenomului fiind de circa 11000-12000 nucleotide, legarea fiind de tipul 5’ -3’.Exista 2 regiuni denumite regiuni ORF (Open reading frames) cu rol nonstructural(1) și structural (2).Prima regiune asigură codarea proteinelor pentru transcripția și replicarea ARN-ului viral.A doua codează proteinele structurale:proteina C (capsidă), glicoproteinele E1, E2, E3(anvelopa virală).

## Bolile provocate de alphavirusuri
Datorită distribuirii lor pe un areal extrem de larg ,  Arhivat în 28 septembrie 2007, la Wayback Machine., sunt capabile de transmiterea
la om a numeroase boli printre care cel mai des întâlnite:artrită, encefalită, rash și febră.În unele cazuri se poate înregsitra decesul animalului gazdă.În cele mai multe cazuri alphavirusurile se transmit prin țânțari, rozătoare și păsări.
| Virus                             | Sindrom clinic | Gazde             | Areal                          |
| --------------------------------- | -------------- | ----------------- | ------------------------------ |
| Sindbis                           | Rash, artrită  | păsări            | Europa, Africa, Australia      |
| Pădurii Semliki                   | Rash, artrită  | Păsări            | Africa                         |
| O'nyong'nyong                     | Rash, artrită  | Primate           | Africa                         |
| Chikungunya                       | Rash, artrită  | Primate, om       | Africa, India, Asia de sud-est |
| Mayaro                            | Rash, artrită  | Primate, om       | America de Sud                 |
| Ross River                        | Rash, artrită  | Mamifere, om      | Australia, Oceania             |
| Estic al encefalitei equine       | Encefalită     | Păsări            | America de Sud                 |
| Vestic al encefalitei equine      | Encefalită     | Păsări , mamifere | America de Nord                |
| Venezuelean al encefalitei equine | Encefalită     | Rozătoare, cai    | America de Sud                 |